# دنیل زوواتو
دنیل زوواتو (انگلیسی: Daniel Zovatto؛ زادهٔ ۲۸ ژوئن ۱۹۹۱) یک هنرپیشه اهل کاستاریکا است. وی از سال ۲۰۱۲ میلادی تاکنون مشغول فعالیت بوده‌است.
از فیلم‌ها یا برنامه‌های تلویزیونی که وی در آن نقش داشته است می‌توان به او تعقیب می‌کند، کندذهن‌ و نفس نکش اشاره کرد.